# Johannes Comander
Johannes Comander (Maienfeld, Graubünden, rond 1484 - Chur, januari 1557) was een Zwitserse theoloog en hervormer van de stad Chur en Graubünden.

## Zijn leven
Johannes Comander ging tegelijk met Joachim Vadian naar de kloosterschool van Sankt Gallen. Hij studeerde af aan de Universiteit van Bazel in het wintersemester van 1502, waar hij kennis maakte met Ulrich Zwingli. Na het voltooien van zijn studie werd hij in 1512 parochiebestuurder in Escholzmatt en in 1521 katholiek priester.

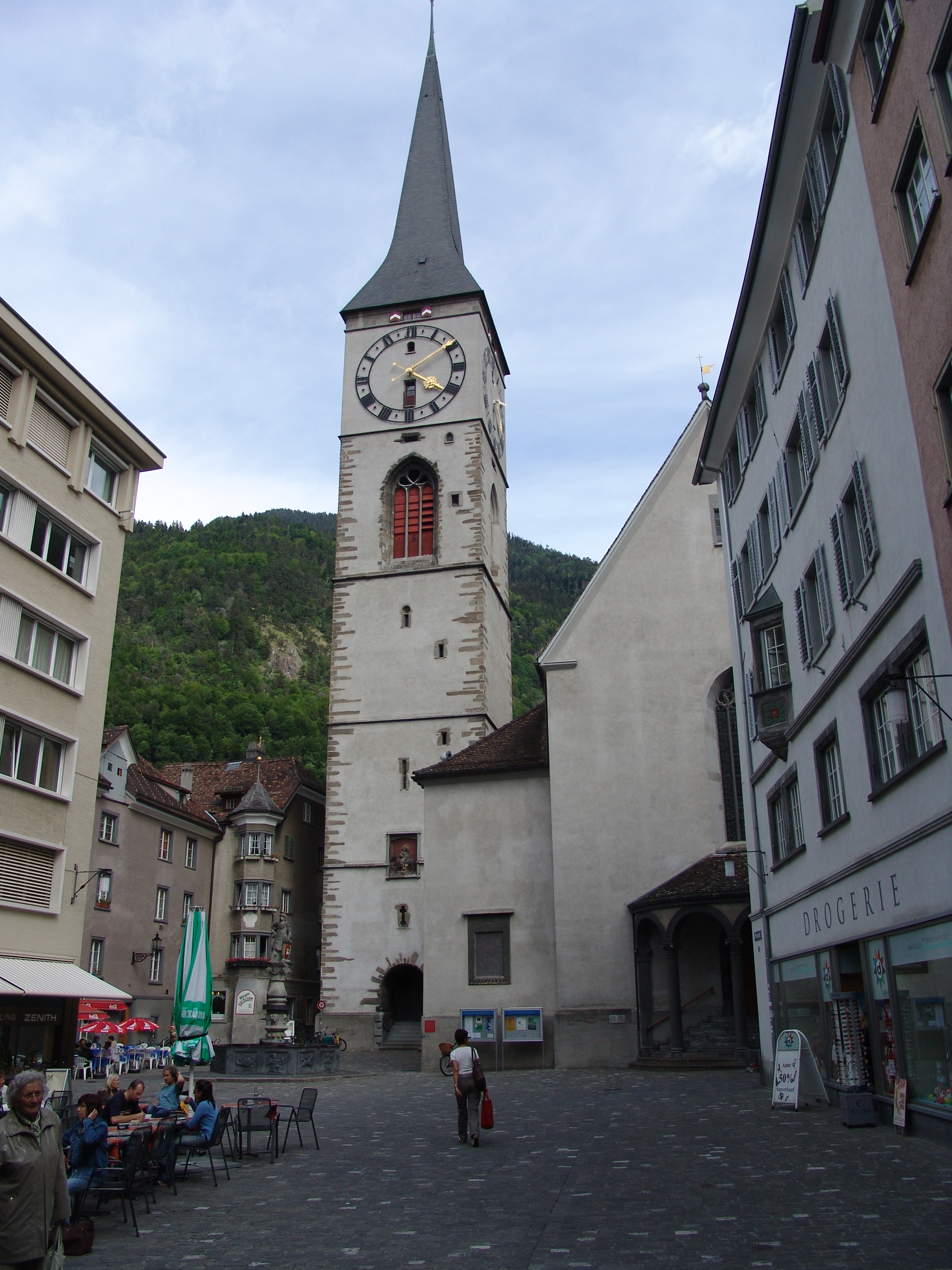
St. Martinkerk in Chur

In 1523 sloot hij zich aan bij de reformatiebeweging en werd hij benoemd tot predikant van de St. Martinkerk in Chur. Daar preekte hij in de geest van de Reformatie. Hij hield in 1526 voor het eerst het Avondmaal in plaats van de Heilige Mis. Het stadsbestuur van Chur steunde gereformeerde leer en nodigde Comander in 1523 uit om naar Chur te komen.
Hij heeft ongeveer 1.500 preken gehouden. In zijn preken verkondigde hij dat het woord van God de basis moet zijn van het geloof en de kerk. Hij predikte tegen de wederdopers en huursoldaten.
Comander had veelvuldig contact met de andere Zwitserse hervormers zoals Ulrich Zwingli, Joachim von Watt en Heinrich Bullinger. De brieven van en naar Zwingli uit de jaren 1525 tot 1528 zijn bewaard gebleven. Gestimuleerd door de andere hervormers, schreef hij zijn 18 stellingen over de Reformatie en verdedigde ze tijdens de godsdienstgesprekken in Ilanz op 7 januari 1526. Deze stellingen werden later door Berchtold Haller en Franz Kolb gebruikt als basis voor de slotrede van de Berner Disputation (1528), een twistgesprek tussen hervormers en katholieken.
Comander was ook belangrijk voor de ontwikkeling van de godsvrijheid. Comander was een van de grondleggers van de Verklaring van Godsdienstvrijheid die drie Zwitserse kantons in 1526 tekenden. Die maakte het mogelijk voor alle mensen in Graubünden om vrij te kiezen tussen de twee religies –gereformeerd of rooms-katholiek.
Samen met de Zürichse hervormer Heinrich Bullinger richtte hij synodale instellingen op en Comander werd op 14 januari 1537 voorzitter van de synode. In 1537 schreef hij samen met de tweede stadspastor Johannes Blasius de eerste Graubündense catechismus voor jongeren. De enige versie die bewaard is gebleven is een Reto-Romaanse vertaling van Jachiam Tütschett Bifrun uit 1552, die in 1571 in Poschiavo werd gedrukt. In de loop van de Reformatie was hij de oprichter van de in 1539 geopende Latijnse school in het Dominicanenklooster van St. Nicolai.